# Disincanto (Mango)
Disincanto è un album in studio del cantautore italiano Mango, pubblicato il 31 maggio 2002.

## Il disco
É il primo lavoro in cui Mango si cimentò anche come compositore di testi, affiancato da Pasquale Panella, Alberto Salerno e suo fratello Armando, con il quale interromperà i rapporti dopo questo album. Per la realizzazione dell'album vennero proposte anche liriche scritte da Mogol e Tiziano Ferro che però vennero scartate da Mango, il quale citò comunque gli autori tra i ringraziamenti.
Contiene la hit estiva La rondine ed una cover di Michelle dei Beatles. Fiore del mondo è una dedica a sua figlia Angelina appena nata.
Il videoclip di Disincanto fu girato nelle strade e nella sala da ballo del Grand Hotel "Bohemia" di Praga.

## Tracce
Testi e musiche di Pino Mango, eccetto dove indicato.
1. Disincanto
2. Io sono sentimentale
3. La rondine (Pino Mango, Pasquale Panella)
4. Un amore non torna (Pino Mango, Armando Mango)
5. Non è amore da ridere
6. Fiore del mondo (Pino Mango, Alberto Salerno)
7. Michelle (Lennon-McCartney)
8. E mi basta il mare
9. Mi piaci accanto (Pino Mango, Armando Mango)
10. Non moriremo mai
11. Ho consumato la notte (Pino Mango, Armando Mango)
12. E mi consumo (Pino Mango, Armando Mango)
13. Gli angeli non volano

## Classifiche

### Classifiche settimanali
| Classifica (2002) | Posizione massima |
| ----------------- | ----------------- |
| Italia            | 3                 |
| Svizzera          | 64                |

### Classifiche di fine anno
| Classifica (2002) | Posizione |
| ----------------- | --------- |
| Italia            | 12        |

## Formazione
Musicisti
- Mango – voce, tastiera, programmazione
- Nello Giudice – basso
- Rocco Petruzzi – tastiera, programmazione
- Gigi De Rienzo – chitarra
- Giancarlo Ippolito – batteria
- Graziano Accinni – chitarra
- Orchestra di Roma – strumenti ad arco
- Rocco Petruzzi – composizione strumenti ad arco
- Paolo Buonvino – direzione orchestra
- Pasquale Laino – duduk (nel brano Disincanto)
- Gilda Buttà – pianoforte (nel brano Gli angeli non volano)
- Luca Pincini – violoncello (nel brano Gli angeli non volano)

Produzione
- Lorenzo Cazzaniga – missaggio presso lo studio Excalibur di Milano
- Giovanni Nebbia, Sergio Corace – assistenza al missaggio
- Antonio Baglio – mastering presso lo studio Nautilus di Milano